# San José de Maipo
San José de Maipo este un oraș și comună din provincia Cordillera, regiunea Metropolitană Santiago, Chile, cu o populație de 13.376 locuitori (2012) și o suprafață de 4994,8 km2.